# Borda de Montlau
La Borda de Montlau és una antiga borda del terme municipal de Sarroca de Bellera, del Pallars Jussà, dins de l'antic terme ribagorçà de Benés.
Està situada a l'oest del poble de Sentís, al sud-oest de la Serra des Fronts i al nord-est del Tossal de Tous, en una petita plana entre aquests dos turons. És l'extrem septentrional del Prat d'Hort, a la capçalera del barranc de Prat d'Hort.